# Heilige Geestkerk (Deurne)
De Heilige Geestkerk is een voormalige parochiekerk in de Noord-Brabantse plaats Deurne, gelegen aan het Sint-Willibrordusplantsoen 4.

## Geschiedenis
In 1965 werd een tweede parochie in het centrum van Deurne gesticht, aangezien daar de wijk Houtenhoek werd gebouwd. Omdat er nog geen geld was voor een definitief kerkgebouw werd een noodkerk opgericht.
Een definitieve kerk werd gebouwd in 1971-1972. Architect was A. van Heugten. In 1980 werd een klokkenstoel met klok geschonken. In 1994 werd het Pels-orgel overgenomen van de Sint-Jozefkapel van Huize Sint-Joseph.
Toen de nieuwe kerk in gebruik werd genomen werd de noodkerk gedemonteerd om in Milheeze weer te worden opgebouwd als gemeenschapshuis.
In 2005 werd de kerk onttrokken aan de eredienst. Vier glas-in-loodramen verhuisden naar de Deurnese Sint-Willibrorduskerk terwijl de twee andere benut werden op de begraafplaats Sint Jacobshof. Ook de klokkenstoel werd daar heropgericht. Het gebouw werd aangekocht door de gemeente en kreeg een gemeenschapsfunctie om in 2014 aan een begrafenisondernemer te worden verkocht die het als uitvaartcentrum in gebruik nam.

## Gebouw
Het betreft een sober kerkgebouw op rechthoekige plattegrond dat aan de buitenkant nauwelijks als zodanig kenbaar is.